# Кленовое (Сумская область)
Кленовое (укр. Кленове; до 2024 года — Першотравневое) — село, Супруновский сельский совет, Сумский район, Сумская область, Украина.

## Географическое положение
Село Першотравневое находится в 1,5 км от правого берега реки Бобрик.
На расстоянии в 1,5 км расположены сёла Супруновка, Беликовка, Садовое и посёлок Лидино.

## История
В июле 1995 года Кабинет министров Украины утвердил решение о приватизации находившегося здесь сахарного завода. В дальнейшем, сахарный завод был признан банкротом, остановлен и прекратил существование.
Население по переписи 2001 года составляло 30 человек.

## Происхождение названия
Село названо в честь праздника весны и труда Первомая, отмечаемого в различных странах 1 мая; в СССР он назывался Международным днём солидарности трудящихся.
На территории Украиской ССР имелись 50 населённых населённых пунктов с названием Першотравневое и 27 — с названием Первомайское, из которых до тридцати находились в 1930-х годах в тогдашней Харьковской области, куда входило данное село.